# Ton frère inconnu
Pour plus de détails, voir Fiche technique et Distribution.
Ton frère inconnu (Dein unbekannter Bruder) est un film est-allemand sorti en 1982 et réalisé par Ulrich Weiß. Il s'agit de l'adaptation du livre éponyme de Willi Bredel publié en 1937, qui, par ses écrits, fut l'un des premiers à faire connaître les camps de concentration nazis.

## Fiche technique
Sauf indication contraire, les informations mentionnées dans cette section peuvent être confirmées par la base de données cinématographiques IMDb,  présente dans la section « Liens externes ».
- Titre original : Dein unbekannter Bruder
- Titre français : Ton frère inconnu[1]
- Réalisation : Ulrich Weiß
- Scénario : Ulrich Weiß, Wolfgang Trampe
- Photographie :  Claus Neumann (de)
- Montage : Ursula Rudzki
- Musique : Peter Rabenalt (de)
- Costumes :
- Société de production : Deutsche Film AG
- Pays de production :  Allemagne de l'Est
- Langue de tournage : allemand
- Format : Couleur - 35 mm
- Genre :
- classification cinématographique : Freiwillige Selbstkontrolle der Filmwirtschaft 6
- Durée : 105 minutes (1h36)
- Distribution : Progress Film-Verleih (de)
- Date de sortie :	
  -  Allemagne de l'Est : 14 mai 1982
  -  États-Unis : 12 octobre 2005 au Museum of Modern Art

## Distribution
- Uwe Kockisch : Arnold
- Michael Gwisdek : Walter, conférencier
- Jenny Gröllmann : Renate
- Bohumil Vávra : Deisen
- Karin Gregorek : Mademoiselle Fritsche
- Martin Seifert : Karl
- Michael Gerber : Stefan
- Arno Wyzniewski
- Stefan Lisewski : Diewen
- Gerry Wolff : Dr. Stammberger
- Carl-Hermann Risse
- Peter Dommisch : Harmsen
- Alfred Struwe : le conseiller Diestelkamp
- Carl Heinz Choynski : Maître Pöller
- Gerd Michael Henneberg : le commissaire Bolten
- Victor Deiß : Haberland
- Detlef Bierstedt : le directeur Gog
- Thomas Just : un commissaire
- Werner Ehrlicher : le ministre
- Hannes Stelzer
- Gisa Stoll : Lina
- Uwe Jellinek
- Eberhard Baur
- Ingrid Dingel
- Werner Kamenik : Bohumil Vávra

## Production
Le film étant une adaptation, il s'en écarte sur plusieurs points. Par exemple, l'homme tuant le nazi à la fin du film devait rester vivant sur ordre de la commission unifiée du Parti socialiste unifié d’Allemagne.
Il fut projeté au Festival Max Ophüls de Sarrebruck où il fut nommé pour aller au Festival de Cannes avant qu'Hermann Axen, membre du bureau politique du SED ne le voie et en interdise l'exploitation, en RDA comme ailleurs.
Le film reprend des extraits de Régine d'Erich Waschneck et du Triomphe de la volonté de Leni Riefenstahl.